# Mompiche
Mompiche es una villa localizada al sur de la ciudad Esmeraldas en Ecuador.

## Geografía
Esta localidad se encuentra ubicada en el Pacífico, al noroeste de Ecuador en la provincia de Esmeraldas al sur de una gran bahía de la ciudad, que abarca San Francisco en el norte, Muisne y La Mancha en el centro, y en el sur de Mompiche.
Sus playas tiene una extensión aproximada de 7 kilómetros.
Cerca de Mompiche se encuentran las pequeñas islas Portete, Bolívar y las Manchas también  conocida como “Isla Bonita”, a las que se puede acceder por vía marítima en un recorrido de 15 minutos aproximadamente. Camino a Portete también se encuentra El Ostional o Playa Negra, una particular playa caracterizada por la composición mineral de sus arenas cargadas de hierro y titanio.

## Historia
En 2017 la población de Mompiche manifestó preocupación por la extracción irregular de estas arenas por parte empresas mineras.
En enero de 2021 un fuerte oleaje afectó al malecón de la localidad. Los habitantes del lugar se organizaron para reforzar el muro de escollera del mismo. Los lugareños han reclamado a las autoridades «la construcción de un rompeolas y muros de protección», sin encontrar respuesta por parte de estas.

## Economía

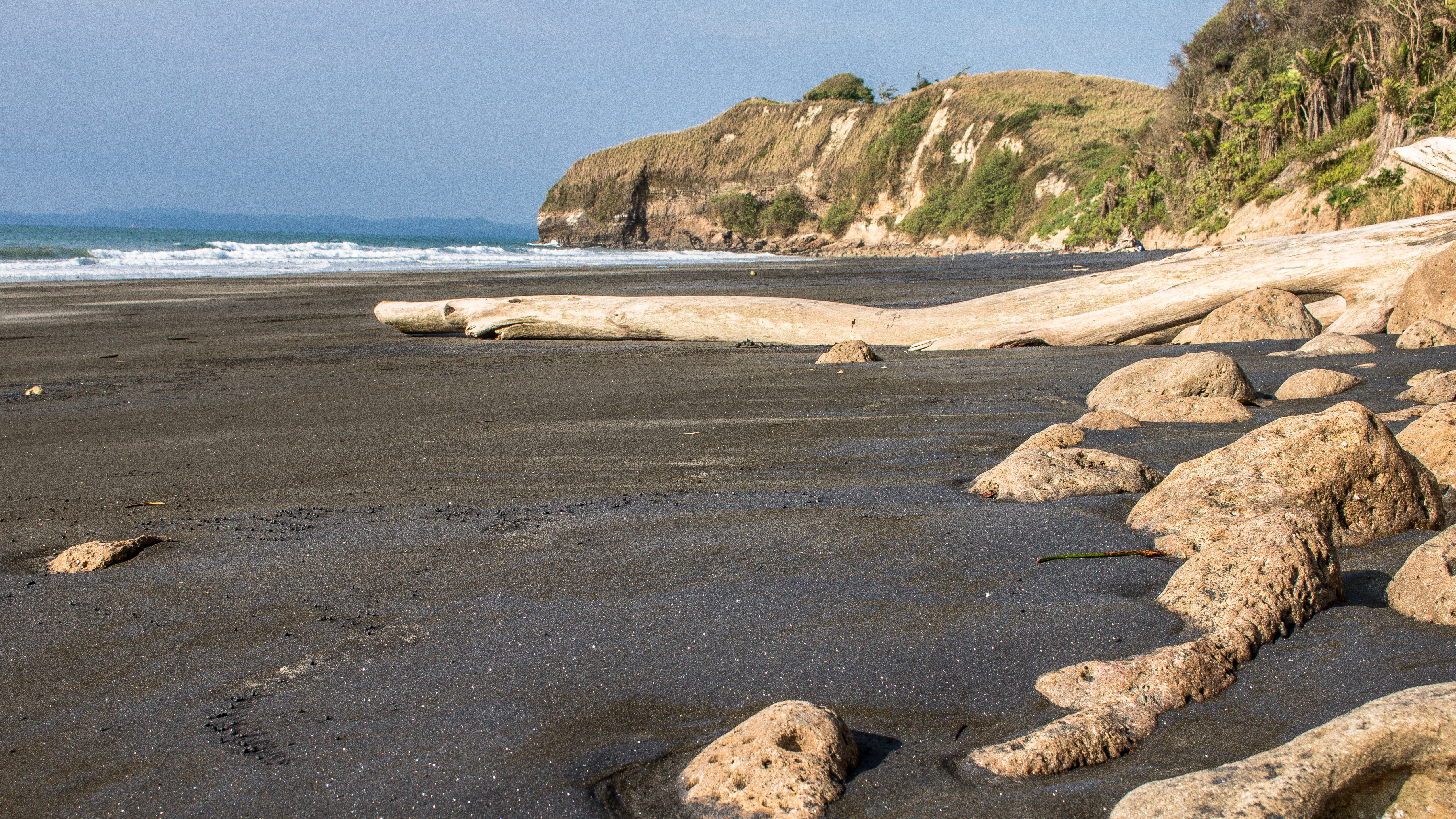
Playa Negra, Mompiche.

Las principales actividades económicas de la localidad son la pesca artesanal y el turismo. Este último proviene en su mayor parte del extranjero.
El pueblo carece de agua potable, lo que las autoridades públicas suplen mediante camiones-tanque que suministran agua a sus habitantes.

## Manglares
En pocos minutos en lancha desde Mompiche, se puede llegar a la reserva ecológica Cayapas-Mataje, ubicada al norte de la provincia de Esmeraldas - Ecuador. Se caracteriza por su extenso bosque de mangle, donde se levantan los manglares más altos del mundo. Cuenta con una superficie de 51 300 hectáreas.
En la reserva también hay bosques de guandales, caracterizados por ser zonas pantanosas con suelos muy inestables, en los que hay árboles de cuángare, tangaré , sajo, sande y ánime.